# Lifestyle and Recommend program 'Reco'
Lifestyle and Recommend program ’Reco’ （ライフスタイル･アンド･レコメンドプログラム、「レコ」）は2005年10月から放送されていたラジオ番組で、TOKYO FMをキーステーションに全国JFNのFMステーション38局で放送されていた。毎週日曜日の23:00〜23:55が放送時間。パーソナリティはおちまさとと後述のマンスリーパーソナリティが務めた。2006年3月をもって終了した。
これは「JFNライフスタイルレコメンドサイト『Reco』」と完全リンクしたもの。

## マンスリーパーソナリティ
- 2005年10月 - 和希沙也
- 2005年11月 - 矢沢心
- 2005年12月 - 浅香友紀
- 2006年1月 - 松本まりか
- 2006年2月 - 河辺千恵子
- 2006年3月 - 西山繭子